# Изкуствена вътреочна леща
Изкуствена вътреочна леща, Интраокуларна леща (ИОЛ) е термин, означаващ синтетичен имплант, използван като оптичен елемент в очната хирургия. Приложението на ИОЛ в хирургията на катарактата е в основата на постигания висок зрителен резултат при такива операции. Това се обяснява с факта, че при такава операция се отстранява очното перде, в каквото се е превърнала с годините очната леща. Последната е с определен оптичен коефициент на пречупване и отстраняването ѝ води до съществен рефрактивен недостатък на окото като оптична система. Това означава, че то става много силно далекогледо - до +13 диоптъра и това пречи на ясното зрение. ИОЛ се изчислява предварително по определени стандартизирани формули и по време на операцията се имплантира точно индивидуализирана леща в окото на болния вместо неговата собствена катарактална леща, която предварително е отстранена.
ИОЛ са постоянни вътреочни лещи, които веднъж поставени не се налага да бъдат подменяни и не изискват никаква поддръжка от страна на пациента. Веднъж имплантирани, ИОЛ обикновено надживяват оперирания човек.
ИОЛ не трябва да се бъркат с контактните лещи, които също биват меки и твърди, но се слагат и свалят от повърхността на окото (роговица).

## Характеристики на ИОЛ
В структурно отношение ИОЛ се състоят от тяло (оптична част) и бримки (хаптики). Хаптиките имат механична роля – крепят лещата неподвижна или леко еластична. Те обикновено остават скрити от ириса или в камерния ъгъл и не попадат в зеничния план, поради което тяхната оптична характеристика не се взема предвид.
Оптичната част е типична солидна двойноизпъкнала събирателна плюсова леща с гладкошлифована против аберации двойна повърхност. Циркулярният лещен ръб се обработва с лек скос или по друг метод също против аберации.

## Разновидности на ИОЛ
ИОЛ са различни видове според серия критерии:
- Характеристика на производствения материал – твърди и меки ИОЛ; моноблок и three-piece ИОЛ
- Анатомичната позиция на импантация – предно – и заднокамерни (AC-IOL и PC-IOL);
- Фокусно разстояние – мон о- и мултифокални

ИОЛ се изготвят от синтетични материали – от нееластичния PMMA (твърди ИОЛ) и от еластичните силикон или силиконов акрилат (меки ИОЛ). Първите в историята лещи са твърди и са изработени от предприятието Raynor в Брайтън, Източен Съсекс, Великобритания през 1949 г. Поръчани са от сър Харолд Ридли, военен офталмохирург, който наблюдава месеци и години биологичната инертност на плексигласа в очи на пострадали във Втората световна война военни пилоти. Интересно е, че специализант подсеща английския хирург и му предлага идеята за „сменяемите тъкани“.
Производствената техника предлага достъпни за операторите лещи с най-различни характеристики. Те могат да бъдат както количествени – размера на лещения диоптър, така и качествени – различни екстри, като например антирефлексно покритие, филтър за синя светлина, обработка против аберации и т.н.
Съществено нововъведение в лещения асортимент е почвата на лещи с повече от един фокус. Това са лещи, които могат да осигуряват високо зрение на различно фокусно разстояние, т.е. динамични лещи, две-в-едно.

### Монофокални ИОЛ
ИОЛ се имплантират още от 40-те години на 20 век. През целия този период ИОЛ са монофокални – като всяка оптична леща те имат една определена константа, 7 кардинални точки и съответно едно точно определено фокусно разстояние, за което те са конструирани.

### Мултифокални лещи

#### Акомодативни лещи
Те се базират на теорията за акомодацията, според която загубата на акомодация се дължи на увеличената ригидност на собствената леща. Прикрепят се в капсулния сак като използват собствения апаратус суспенсориус лентис. Това са ИОЛ с оптична част с диаметър 4.5 mm, ръб с квадратен профил полиамидни бримки в края на хаптиките. Тези бримки са изработени от силикон (BioSil) с неограничен флексибилитет в окото.

#### Факични лещи
Сферични и/или торични ИОЛ, които се различават по конструкцията си според мястото на залавяне на хаптиките им – иридокорнеално фиксирани, ирис-фиксирани или сулкус-фиксирани ИОЛ. Факичните лещи се поставят в окото без да се премахва естествената човешка леща, като оперативната технология малко се различава от стандартната катарактална екстракция през 3.2 mm разрез. Целта на тези лещи е да коригират рефрактивна аномалия на собствената очна леща или на окото като цяло - далекогледство над +6 диоптъра или късогледство над -9 диоптъра. Тези лещи подлежат и на оперативна подмяна, ако такава се сметне за необходима от лекуващия лекар. Факичните лещи са подходящи при пациенти, при които не може да се извърши есхимерна лазерна процедура или които имат само лещена аметропия (когато липсват роговични аберации от висок разряд). Изискване към пациентите-кандидати за факични лещи е да имат достатъчна дълбочина на предната очна камера (определя се с ехография) и да нямат ендотелна роговична увреда - минимум от 2000/mm2 ендотелни клетки. От значение е и конструкцията на преднокамерния ъгъл на окото, която може да се определи с предносегментна ОСТ (подходяща и за постоперативно проследяване). Освен за ендотела на роговицата съществува риск от постоперативен астигматизъм или овализация на зеницата. Рискът от усложнения при имплантиране на факични лещи се смята за по-малък, но се препоръчва поне десетгодишно проследяване на пациента (Cochener, 2010).

#### Торични лещи
Торични („бъчвовидни“) лещи се наричат тези оптични елементи, които са конструирани така, че да коригират очния астигматизъм (1998). Те имат различен сферичен диоптър (+) и варират и по своята цилиндрична пречупваща сила. Когато се имплантират в окото хирургът съобразява тяхната позиция на поставяне – по оста на астигматизма, който трябва да се коригира.

## Формули за изчисление на ИОЛ
Ключ към успеха на катаракталната и рефрактивната хирургия е имплантирането на точно определена леща, подходяща за конкретното око. Това означава, че различните очи имат нужда от лещи с различна диоптрична сила, която трябва да се определи прецизно преди операцията и да е подготвена за имплантация от хирурга. Затова са разработени различни математически и физически формули, съобразяващи няколко основни физикооптични параметъра, които имат пряко отношение към правилното пречупване на светлината в окото.

## Хирургична имплантация
Pseudophakia